# 11 Ceti
11 Ceti är en gulvit stjärna i huvudserien i stjärnbilden Valfisken.
11 Ceti har visuell magnitud +7,47 och kräver fältkikare för att kunna observeras. Den befinner sig på ett avstånd av ungefär 260 ljusår.